# Mirosław Złomaniec
Mirosław Dariusz Złomaniec (ur. 3 stycznia 1953 w Krasówce) – polski samorządowiec, były wicemarszałek województwa lubelskiego.

## Życiorys
Absolwent nauk politycznych na Akademii Nauk Społecznych w Warszawie. Ukończył również studia podyplomowe z zakresu administracji i zarządzania na Uniwersytecie Marii Curie-Skłodowskiej w Lublinie.
Od 1998 do 2006 sprawował mandat radnego sejmiku lubelskiego I i II kadencji z listy Sojuszu Lewicy Demokratycznej (w 2006 bezskutecznie ubiegał się o reelekcję). Dwukrotnie pełnił funkcję wicemarszałka województwa (w okresach 1999–2002 i 2003–2005). W 2001 bez powodzenia kandydował do Senatu. W 2007 został zastępcą dyrektora Chełmskiej Biblioteki Publicznej i przewodniczącym rady nadzorczej Miejskiego Przedsiębiorstwa Robót Drogowych w Chełmie. W 2014 i 2018 ponownie kandydował do sejmiku.
W 2001 otrzymał Złoty Krzyż Zasługi.